# 施庞达勒姆
施庞达勒姆，或譯斯潘达勒姆，是德国莱茵兰-普法尔茨州的一个市镇。总面积13.44平方公里，总人口795人，其中男性399人，女性396人（2011年12月31日），人口密度59人/平方公里。美國駐歐空軍在此設有施庞达勒姆空军基地。